# Hutchison Nunatak
Hutchison Nunatak är en nunatak i Antarktis. Den ligger i Östantarktis. Australien gör anspråk på området. Toppen på Hutchison Nunatak är 1 965 meter över havet.
Terrängen runt Hutchison Nunatak är huvudsakligen en högslätt. Trakten är obefolkad. Det finns inga samhällen i närheten.